# Pasir Selabau
Pasir Selabau is een bestuurslaag in het regentschap Indragiri Hulu van de provincie Riau, Indonesië. Pasir Selabau telt 350 inwoners (volkstelling 2010).